# Лудовика Баварска
Лудовика Баварска (30 август 1808 – 25 януари 1892) е баварска принцеса от рода на Вителсбахите, майка на австро-унгарската императрица Елизабет Баварска (Сиси).

## Живот
Лудовика е родена на 30 август 1808 г. г. в Мюнхен като Мария Лудовика Вилхелмина, принцеса на Бавария. Тя е най-малката дъщеря на баварския крал Максимилиан I Йозеф и на баденската принцеса Каролина. Лудовика е част от голямото семейство на баварския крал. Само от брака на родителите си Лудовика има четири по-големи сестри, които са две двойки близнаци – Елизабет-Лудовика и Амалия-Августа, от една страна, Мария Анна Леополдина и София, от друга страна.
Баварският крал успява да уреди обещаващи бракове на повечето си дъщери, омъжвайки ги за потомствени принцове. Така три от сестрите на Лудовика се сдобиват с кралски титли – Елизабет-Лудовика става кралица на Прусия, Амалия-Августа и Мария Анна Леополдина – кралици на Саксония, а София се жени за престолонаследника на австрийската корона. Друга полусестра на Лудовика – Каролина Августа, става императрица на Австрия.
За разлика от сестрите ѝ Лудовика няма късмета да бъде омъжена за принц с обещаващо бъдеще. По династични съображения родителите ѝ избират да я омъжат за един далечен братовчед – херцог Максимилиан Йозеф Баварски. Двамата се женят на 9 септември 1828 г. в Тегернзе. Лудовика, дъщеря на баварския крал Максимилиан I, се почувствала обидена от сватбата с по-нисък по ранг на нея човек. Освен това Лудовика не получава достойно за нея внимание от съпруга си, който я третира единствено като домакиня и майка на децата му.
Лудовика умира на 25 януари 1892 г. в Мюнхен на 83-годишна възраст.

## Деца
От брака на Лудовика и Максимилиан Йозеф се раждат осем деца:
- Лудвиг Вилхелм (1831 – 1920), херцог Баварски, през 1859 г. морганатически се жени за Хенриета Мендел и се отказва от правата си.
- Елена Каролина Тереза (1834 – 1890), херцогиня Баварска и принцеса Турн и Таксис, през 1858 г. се омъжва за Максимилиан Антон фон Турн и Таксис (1831 – 1867).
- Елизабет (1837 – 1898), херцогиня Баварска и императрица на Австрия, през 1854 г. се омъжва за австрийския император Франц Йосиф I.
- Карл Теодор (1839 – 1909), херцог Баварски, през 1865 г. се жени за София Саксонска, като вдовец после през 1874 г. се жени за инфантата Мария Жозефина Португалска.
- Мария-София Амалия (1841 – 1925), херцогиня Баварска и кралица на Двете Сицилии, през 1859 г. се омъжва за Франциск II, крал на Двете Сицилии.
- Матилда Лудовика (1843 – 1925), херцогиня Баварска и графиня де Трани, през 1862 г. се омъжва за граф Людовик де Трани.
- София Шарлота Августа (1847 – 1897), херцогиня Баварска, Алансонска и Орлеанска, през 1868 г. се омъжва за херцог Фердинанд Алансонски.
- Максимилиан Емануил (1849 – 1893), херцог Баварски, през 1875 г. се жени за Амалия Сакс-Кобургготска.